# Neidhausen
Neidhausen (luxembourgeois : Näidsen) est une section de la commune luxembourgeoise du Parc Hosingen située dans le canton de Clervaux.

## Histoire
Avant le 1er janvier 2012, Neidhausen faisait partie de la commune de Hosingen qui fut dissoute lors de la création de la commune du Parc Hosingen.